# لي شابمان
لي شابمان (بالإنجليزية: Leigh Chapman)‏ هي كاتبة سيناريو وممثلة أمريكية، ولدت في 29 مارس 1939، وتوفيت في 4 نوفمبر 2014.

## أعمال

### مسلسلات
- جوال تكساس ووكر

## وصلات خارجية
- لي شابمان على موقع IMDb (الإنجليزية)
- لي شابمان على موقع ألو سيني (الفرنسية)
- لي شابمان على موقع أول موفي (الإنجليزية)
- لي شابمان على موقع قاعدة بيانات الأفلام السويدية (السويدية)
- لي شابمان على موقع قاعدة بيانات الفيلم (الإنجليزية)
- لي شابمان على موقع كينوبويسك (الروسية)